# Девон (острів)
Дево́н  (англ. Devon Island) — один із островів Паррі з групи островів Королеви Єлизавети Канадського Арктичного архіпелагу, розташований у водах Північного Льодовитого океану. Адміністративно належить до території Нунавут Канади.

## Географія
За площею в 55 247 км² острів є 6-м за розмірами в Канаді та 27-м у світі. Найвища точка острова — гора Девон-Айс-Кап висотою 1920 м над рівнем моря.
Острів належить до зони арктичних пустель і незаселений.
Через свої значні розміри острів має окремі частини, які відрізняються своєю природою. Так, Девон має неправильну форму і складається з трьох частин, які суттєво відрізняються між собою. Більша частина розташована у широтному напрямку і має довжину 368 км при ширині від 103 км у центрі до 150 км на сході та 130 км на заході. Береги тут дуже порізані затоками-фіордами. На північний захід від основної частини простягається друга частина, яка виконує роль своєрідного «перешийку» і з'єднує усі частини острова. Довжина цієї частини становить 120 км, а ширина від 35 км до 60 км. Західний берег тут слабко порізаний, але східний має багато заток-фіордів та півостровів. Ще далі на північний захід перешийок переходить у третю частину з розмірами 100 × 70 км. У місці їхнього з'єднання виділяється справжній перешийок, де ширина зменшується до 20 км. Береги тут слабо порізані фіордами, але виділяються численні дрібні острови.

## Діяльність НАСА
У липні 2004 на Девоні тимчасово поселилися п'ятеро вчених і двоє журналістів, котрі моделювали умови життя і роботи на планеті Марс. Крім того, на Девоні НАСА проводить програму вивчення геології, гідрології, ботаніки та мікробіології.
На 2015 рік в Дандас Харборі збереглися лише залишки кількох будівель.